# Irañeta
Irañeta ist eine Gemeinde (Municipio) in Navarra in Spanien mit 170 Einwohnern (Stand: 2024). 

## Geografie
Irañeta liegt etwa 26 Kilometer nordwestlich von Pamplona (Iruña) in einer Höhe von ca. 465 m in der baskischsprachigen Zone Navarras. Der Arakil durchfließt die Gemeinde von Westen kommend nach Osten. Durch die Gemeinde führt die Autovía A-10 von Pamplona nach Vitoria-Gasteiz.

## Bevölkerungsentwicklung
| Jahr        | 1900 | 1950 | 1970 | 1981 | 1991 | 2001 | 2011 | 2021 |
| ----------- | ---- | ---- | ---- | ---- | ---- | ---- | ---- | ---- |
| Einwohner   | 366  | 321  | 159  | 167  | 159  | 155  | 160  | 168  |
| Quelle: INE |      |      |      |      |      |      |      |      |

## Sehenswürdigkeiten
- Johannes-der-Täufer-Kirche

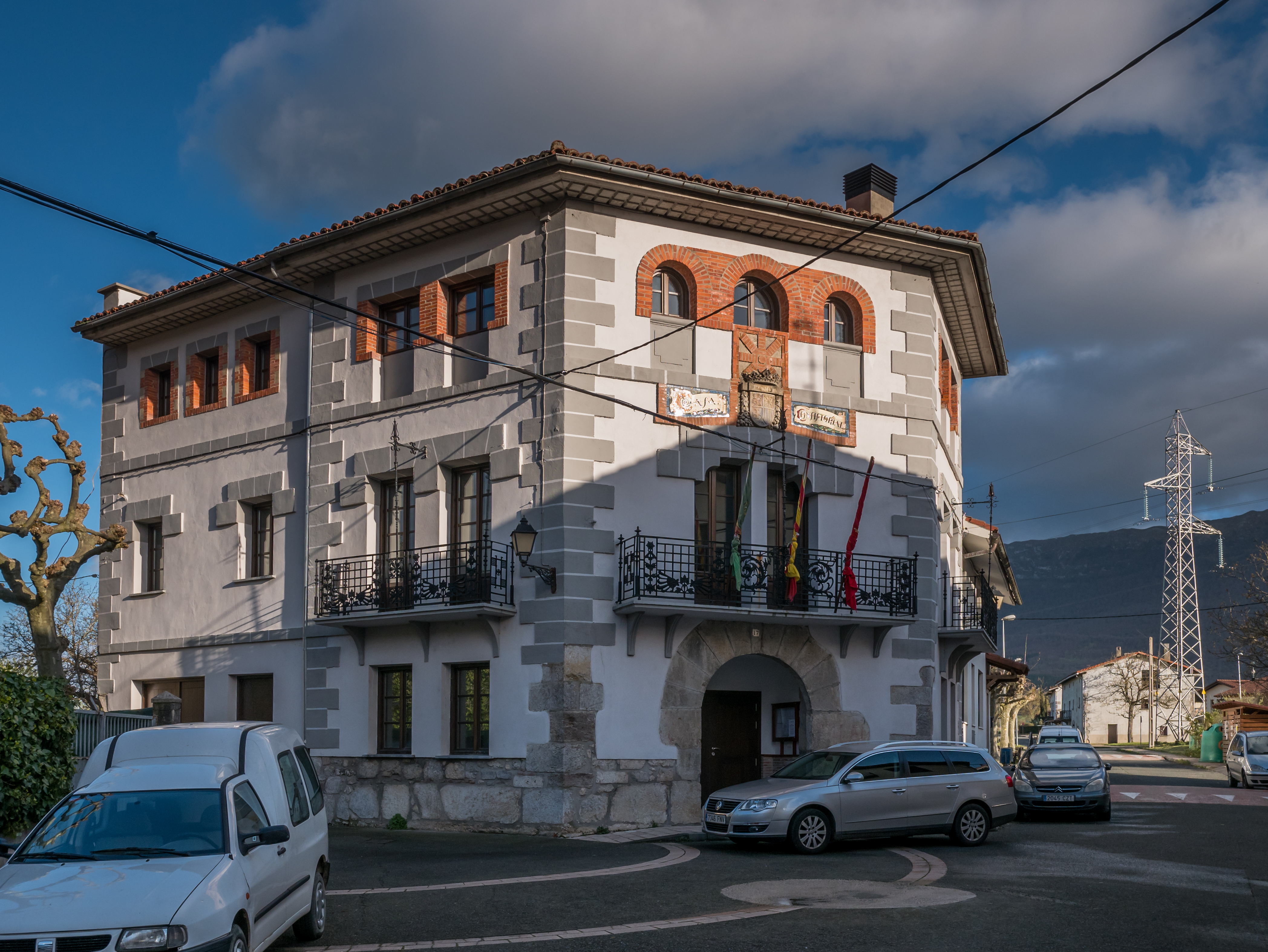
Rathaus